# 하나바타케역
하나바타케역(일본어: 花畑駅)은 일본 후쿠오카현 구루메시에 위치한 서일본 철도 덴진오무타 선의 역이다. 역 번호는 T28이다. 전 열차가 정차하고 후쿠오카(덴진) 방면에서의 많은 급행 열차가 여기서 회차된다.

## 역사
- 1932년 12월 28일: 개통 역 북쪽의 도로 상을 미쓰이선(미쓰이 전기궤도 → 규슈 철도(2대)(아마기 ~ 후쿠시마 간)가 달리고 있었음.
- 1951년 11월 20일: 니시테쓰쿠루메 ~ 시켄조마에 역간 복선화.
- 1958년 11월 27일: 후쿠시마 선(히요시초 ~ 후쿠시마 간) 폐지.
- 1967년 4월 20일: 니시테쓰쿠루메 역 고가 도로 공사에 따라, 니시테쓰쿠루메 역에서 완급 접속 기능, 아마기 선 전철의 유치선 이전, 상하행 본선이 신설(2면 4선화)과 동시에 역 서쪽에 3개의 유치 선 설치.
- 1969년 3월 1일: 니시테쓰쿠루메 역 고가화 준공으로 기존 특급과 보통의 완급 결합 폐지.
- 1971년: 역사 개축.
- 1993년: 역사 개축.
- 1995년: 하나바타케 역 부근 연속 입체 교차 사업(사업주, 후쿠오카 현) 개시, 선로 공사로 인하여 유치선 철거.
- 2004년 10월 17일: 니시테쓰쿠루메 ~ 시켄조마에 역간(2.07 km) 고가화 완성. 역을 신축 및 고가화, 전 열차 정차역이 됨.
- 2005년: 역 부근 연속 입체 교차 사업 완료.
- 2008년 5월 18일: IC카드 nimoca 사용 개시.
- 2010년 11월 27일: 주변 구역의 주소 표기가 바뀌면서 주소가 "구루메 시 니시마치 1417"에서 "구루메 시 하나바타케 1초메 23-2"로 변경.
- 2017년 2월 1일: 역 번호 도입.

## 역 구조
섬식 승강장 2면 4선의 고가역이다. 2층 부분에 대합실과 개찰구, 3층 부분에 승강장이 있다.
본 역에서 회송 열차는 일단 오무타 방향 하행 본선의 인상선을 지나 상행선으로 들어간다.

### 승강장
| 1・2 | ■ 덴진오무타 선 | 하행 | 니시테쓰야나가와・오무타 방면                |
| 3・4 | ■ 덴진오무타 선 | 상행 | 니시테쓰쿠루메・니시테쓰 후쿠오카(덴진) 방면 |

- 본 역에 정차하는 급행은 오무타 방면으로 향하는 하행 보통으로 접속하고 있다.
- 고가화 공사 착공 전에는 2면 4선의 구조에 아마기 선의 차량 유치선 3선을 더한 배치였지만, 고가화 공사로 유치선은 다이젠지 역으로 이설되어 임시역 이행 시에 2면 3선이 되었다.

## 이용 현황
| 연도 | 1일 평균 승차 인원 | 1일 평균 승하차 인원 |
| ---- | ------------------ | -------------------- |
| 2007 | 2,975              | 5,901                |
| 2008 | 3,265              | 6,489                |
| 2009 | 3,337              | 6,630                |
| 2010 | 3,501              | 6,971                |
| 2011 | 3,607              | 7,178                |
| 2012 |                    | 7,250                |
| 2013 |                    | 7,488                |
| 2014 |                    | 7,344                |
| 2015 |                    | 7,598                |

## 역 주변
역 주변은 역의 고가화에 따른 재개발된 주택지가 위치하고, 서,동쪽 출입구에 로터리가 있으며 서쪽 출입구 광장에는 버스 정류소가 병설되었다.
- 후쿠오카 은행
- 지쿠고 신용 금고
- 구루메 하나바타케 우체국
- 사가 공영 은행
- NTT 서일본
- 나이토 병원
- 호리카와 병원
- 구루메 시 매장 문화재 센터
- 히가시혼간지오타니 회관
- 오타니 유치원

## 인접역
| 서일본 철도 ■ 덴진오무타 선                     | 서일본 철도 ■ 덴진오무타 선                               | 서일본 철도 ■ 덴진오무타 선 |
| ----------------------------------------------- | --------------------------------------------------------- | --------------------------- |
| T27 니시테쓰쿠루메 니시테쓰 후쿠오카(덴진) 방면 | ■ 특급 ■ 급행                                             | 다이젠지 T32 오무타 방면    |
| T27 니시테쓰쿠루메 니시테쓰 후쿠오카(덴진) 방면 | ■ 급행 (하나바타케 이남으로 각 역 정차하는 열차만) ■ 보통 | 시켄조마에 T29 오무타 방면  |